# Гропянець
Гропянець — струмок (річка) в Україні у Тячівському районі Закарпатської області. Права притока річки Бертянки (басейн Дунаю).

## Опис
Довжина струмка близько 3,95 км, найкоротша відстань між витоком і гирлом — 3,61  км, коефіцієнт звивистості річки — 1,09 . Формується багатьма гірськими струмками.

## Розташування
Бере початок на північно-західних схилах гори Побита (1498,0 м). Тече переважно на північний схід мішаним лісом і у присілку села Лопухів впадає у річку Бертянку, праву притоку річки Брустурянки.